# 安东尼·扎伊科夫斯基
安东尼·扎伊科夫斯基（波蘭語：Antoni Zajkowski，1948年8月5日—），波兰男子柔道运动员。他曾代表波兰参加1972年夏季奥林匹克运动会柔道比赛，获得男子70公斤级银牌。